# Italia en la Copa Mundial de Rugby
La Selección de rugby de Italia participó en todas las ediciones de la Copa del Mundo de Rugby. Clasificando a través de eliminatorias a los primeros torneos y desde Francia 2007 automáticamente.
La Azzurra nunca consiguió avanzar a cuartos de final, siendo eliminados en primera fase en todos los torneos.

## Nueva Zelanda 1987

### Plantel
Entrenador: Marco Bollesan

### Participación

#### Grupo C

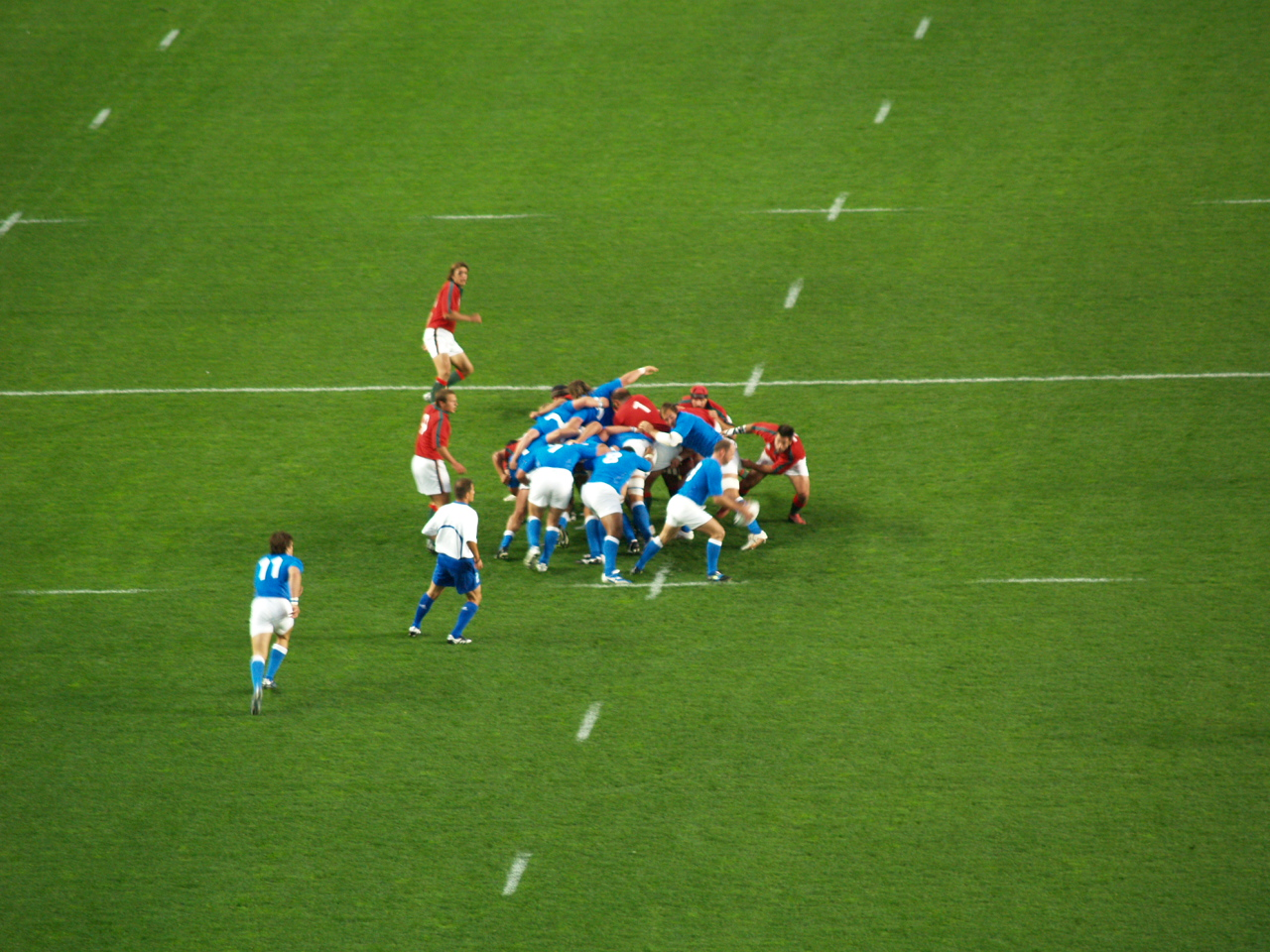
Scrum durante el partido entre Italia y Portugal.

| Equipo        | Jug. | Gan. | Emp. | Perd. | A favor | En contra | Puntos |
| ------------- | ---- | ---- | ---- | ----- | ------- | --------- | ------ |
| Nueva Zelanda | 3    | 3    | 0    | 0     | 190     | 34        | 6      |
| Fiyi          | 3    | 1    | 0    | 2     | 56      | 101       | 2      |
| Argentina     | 3    | 1    | 0    | 2     | 49      | 90        | 2      |
| Italia        | 3    | 1    | 0    | 2     | 40      | 110       | 2      |

## Inglaterra 1991

### Plantel
Entrenador:  Bertrand Fourcade

### Participación

#### Grupo A
| Equipo         | Gan. | Emp. | Per. | A favor | En contra | Puntos |
| -------------- | ---- | ---- | ---- | ------- | --------- | ------ |
| Nueva Zelanda  | 3    | 0    | 0    | 95      | 39        | 9      |
| Inglaterra     | 2    | 0    | 1    | 85      | 33        | 7      |
| Italia         | 1    | 0    | 2    | 57      | 76        | 5      |
| Estados Unidos | 0    | 0    | 3    | 24      | 113       | 3      |

## Sudáfrica 1995

### Plantel
Entrenador:  Georges Coste

### Participación

#### Grupo B
| Equipo     | Gan. | Emp. | Perd. | A favor | En contra | Puntos |
| ---------- | ---- | ---- | ----- | ------- | --------- | ------ |
| Inglaterra | 3    | 0    | 0     | 95      | 60        | 9      |
| Samoa      | 2    | 0    | 1     | 96      | 88        | 7      |
| Italia     | 1    | 0    | 2     | 69      | 94        | 5      |
| Argentina  | 0    | 0    | 3     | 69      | 87        | 3      |

## Gales 1999

### Plantel
Entrenador: Massimo Mascioletti

### Participación

#### Grupo B
| Equipo        | Gan. | Emp. | Per. | A favor | En contra | Puntos |
| ------------- | ---- | ---- | ---- | ------- | --------- | ------ |
| Nueva Zelanda | 3    | 0    | 0    | 176     | 28        | 6      |
| Inglaterra    | 2    | 0    | 1    | 184     | 47        | 4      |
| Tonga         | 1    | 0    | 2    | 48      | 171       | 2      |
| Italia        | 0    | 0    | 3    | 35      | 196       | 0      |

## Australia 2003

### Plantel
Entrenador:  John Kirwan

### Participación

#### Grupo D
| Equipo        | Gan. | Emp. | Per. | A favor | En contra | Extra | Puntos |
| ------------- | ---- | ---- | ---- | ------- | --------- | ----- | ------ |
| Nueva Zelanda | 4    | 0    | 0    | 282     | 57        | 4     | 20     |
| Gales         | 3    | 0    | 1    | 132     | 98        | 2     | 14     |
| Italia        | 2    | 0    | 2    | 77      | 123       | 0     | 8      |
| Canadá        | 1    | 0    | 3    | 54      | 135       | 1     | 5      |
| Tonga         | 0    | 0    | 4    | 46      | 178       | 1     | 1      |

## Francia 2007

### Plantel
Entrenador:  Pierre Berbizier

### Participación

#### Grupo C
| Posición | Equipo        | Partidos | Partidos | Partidos  | Partidos | Tantos  | Tantos    | Tantos     | Puntos bonus | Puntos |
| Posición | Equipo        | jugados  | ganados  | empatados | perdidos | a favor | en contra | diferencia | Puntos bonus | Puntos |
| -------- | ------------- | -------- | -------- | --------- | -------- | ------- | --------- | ---------- | ------------ | ------ |
| 1        | Nueva Zelanda | 4        | 4        | 0         | 0        | 309     | 35        | +274       | 4            | 20     |
| 2        | Escocia       | 4        | 3        | 0         | 1        | 116     | 66        | +50        | 2            | 14     |
| 3        | Italia        | 4        | 2        | 0         | 2        | 85      | 117       | -32        | 1            | 9      |
| 4        | Rumania       | 4        | 1        | 0         | 3        | 40      | 161       | -121       | 1            | 5      |
| 5        | Portugal      | 4        | 0        | 0         | 4        | 38      | 209       | -171       | 1            | 1      |

## Nueva Zelanda 2011

### Plantel
Entrenador:  Nick Mallett

### Participación

#### Grupo C
| Posición | Selección      | Partidos | Partidos | Partidos  | Partidos | Tries a favor | Tantos  | Tantos    | Tantos     | Puntos extra | Puntos |
| Posición | Selección      | jugados  | ganados  | empatados | perdidos | Tries a favor | a favor | en contra | diferencia | Puntos extra | Puntos |
| -------- | -------------- | -------- | -------- | --------- | -------- | ------------- | ------- | --------- | ---------- | ------------ | ------ |
| 1        | Irlanda        | 4        | 4        | 0         | 0        | 15            | 135     | 34        | +101       | 1            | 17     |
| 2        | Australia      | 4        | 3        | 0         | 1        | 25            | 173     | 48        | +125       | 3            | 15     |
| 3        | Italia         | 4        | 2        | 0         | 2        | 13            | 92      | 93        | −3         | 2            | 10     |
| 4        | Estados Unidos | 4        | 1        | 0         | 3        | 4             | 38      | 122       | −84        | 0            | 4      |
| 5        | Rusia          | 4        | 0        | 0         | 4        | 8             | 57      | 196       | −139       | 1            | 1      |

## Inglaterra 2015

### Plantel
Entrenador:  Jacques Brunel

### Participación

#### Grupo D
| Posición | Selección | Partidos | Partidos | Partidos  | Partidos | Tries a favor | Tantos  | Tantos    | Tantos     | Puntos extra | Puntos |
| Posición | Selección | jugados  | ganados  | empatados | perdidos | Tries a favor | a favor | en contra | diferencia | Puntos extra | Puntos |
| -------- | --------- | -------- | -------- | --------- | -------- | ------------- | ------- | --------- | ---------- | ------------ | ------ |
| 1        | Irlanda   | 4        | 4        | 0         | 0        | 16            | 134     | 35        | 99         | 2            | 18     |
| 2        | Francia   | 4        | 3        | 0         | 1        | 12            | 120     | 63        | 57         | 2            | 14     |
| 3        | Italia    | 4        | 2        | 0         | 2        | 7             | 74      | 88        | -14        | 2            | 10     |
| 4        | Rumania   | 4        | 1        | 0         | 3        | 7             | 60      | 129       | -69        | 0            | 4      |
| 5        | Canadá    | 4        | 0        | 0         | 4        | 7             | 58      | 131       | -73        | 2            | 2      |

## Japón 2019

### Grupo B
| Posición | Selección     | Partidos | Partidos | Partidos  | Partidos | Tries a favor | Tantos  | Tantos    | Tantos     | Puntos extra | Puntos |
| Posición | Selección     | Jugados  | Ganados  | Empatados | Perdidos | Tries a favor | A favor | En contra | Diferencia | Puntos extra | Puntos |
| -------- | ------------- | -------- | -------- | --------- | -------- | ------------- | ------- | --------- | ---------- | ------------ | ------ |
| 1        | Nueva Zelanda | 4        | 3        | 1         | 0        | 22            | 157     | 22        | +135       | 2            | 16     |
| 2        | Sudáfrica     | 4        | 3        | 0         | 1        | 27            | 185     | 36        | +149       | 3            | 15     |
| 3        | Italia        | 4        | 2        | 1         | 1        | 14            | 98      | 78        | +20        | 2            | 12     |
| 4        | Namibia       | 4        | 0        | 1         | 3        | 3             | 34      | 175       | –141       | 0            | 2      |
| 5        | Canadá        | 4        | 0        | 1         | 3        | 2             | 14      | 177       | –163       | 0            | 2      |

## Francia 2023

### Grupo A
| Posición | Selección     | Partidos | Partidos | Partidos  | Partidos | Tries a favor | Tantos  | Tantos    | Tantos     | Puntos extra | Puntos |
| Posición | Selección     | jugados  | ganados  | empatados | perdidos | Tries a favor | a favor | en contra | diferencia | Puntos extra | Puntos |
| -------- | ------------- | -------- | -------- | --------- | -------- | ------------- | ------- | --------- | ---------- | ------------ | ------ |
| 1.       | Francia       | 4        | 4        | 0         | 0        | 27            | 210     | 32        | +178       | 2            | 18     |
| 2.       | Nueva Zelanda | 4        | 3        | 0         | 1        | 38            | 253     | 47        | +206       | 3            | 15     |
| 3.       | Italia        | 4        | 2        | 0         | 2        | 13            | 114     | 181       | -67        | 2            | 10     |
| 4.       | Uruguay       | 4        | 1        | 0         | 3        | 9             | 65      | 164       | -99        | 1            | 5      |
| 5.       | Namibia       | 4        | 0        | 0         | 4        | 3             | 37      | 255       | -218       | 0            | 0      |